# هارب فوغن
هارب فوغن (بالإنجليزية: Harp Vaughan)‏ هو لاعب كرة قدم أمريكية أمريكي، ولد في 19 نوفمبر 1903 في فيلادلفيا في الولايات المتحدة، وتوفي في 26 ديسمبر 1978 في ماكليني في الولايات المتحدة.

## وصلات خارجية
- هارب فوغن على موقع مرجع كرة القدم المحترفة.كوم (الإنجليزية)
- هارب فوغن على موقع JustSportsStats.com (الإنجليزية)